# Stephanoxis
Genre
Stephanoxis est un genre d'oiseaux de la famille des Trochilidés.

## Liste des espèces
Selon la classification de référence du Congrès ornithologique international (version 6.4, 2016) :
- Stephanoxis lalandi — Colibri de Delalande (Vieillot, 1818)
- Stephanoxis loddigesii — Colibri à huppe bleue (Vigors, 1831)